# ئی‌ام‌دی اف‌تی
ئی‌ام‌دی اف‌تی (انگلیسی: EMD FT) یک لوکوموتیو دیزلی ساخت شرکت جنرال موتورز الکترو-موتیو دیویژن بوده است.
این لوکوموتیو که مابین سال‌های ۱۹۳۹ تا ۱۹۵۴ تولید می‌شده دارای ۲۷۰۰ اسب بخار توان خروجی بوده است.

## نگارخانه

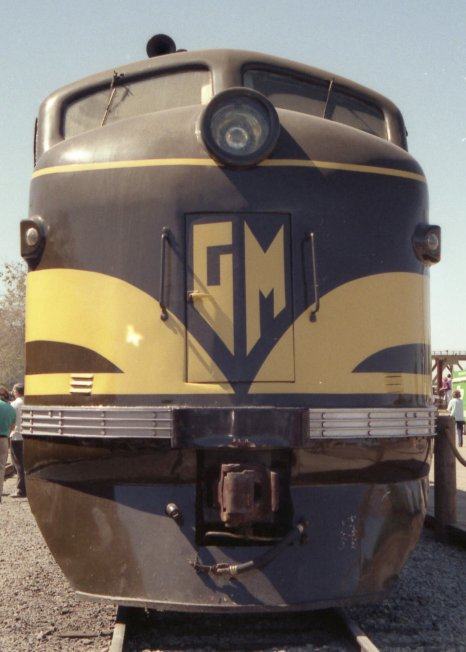
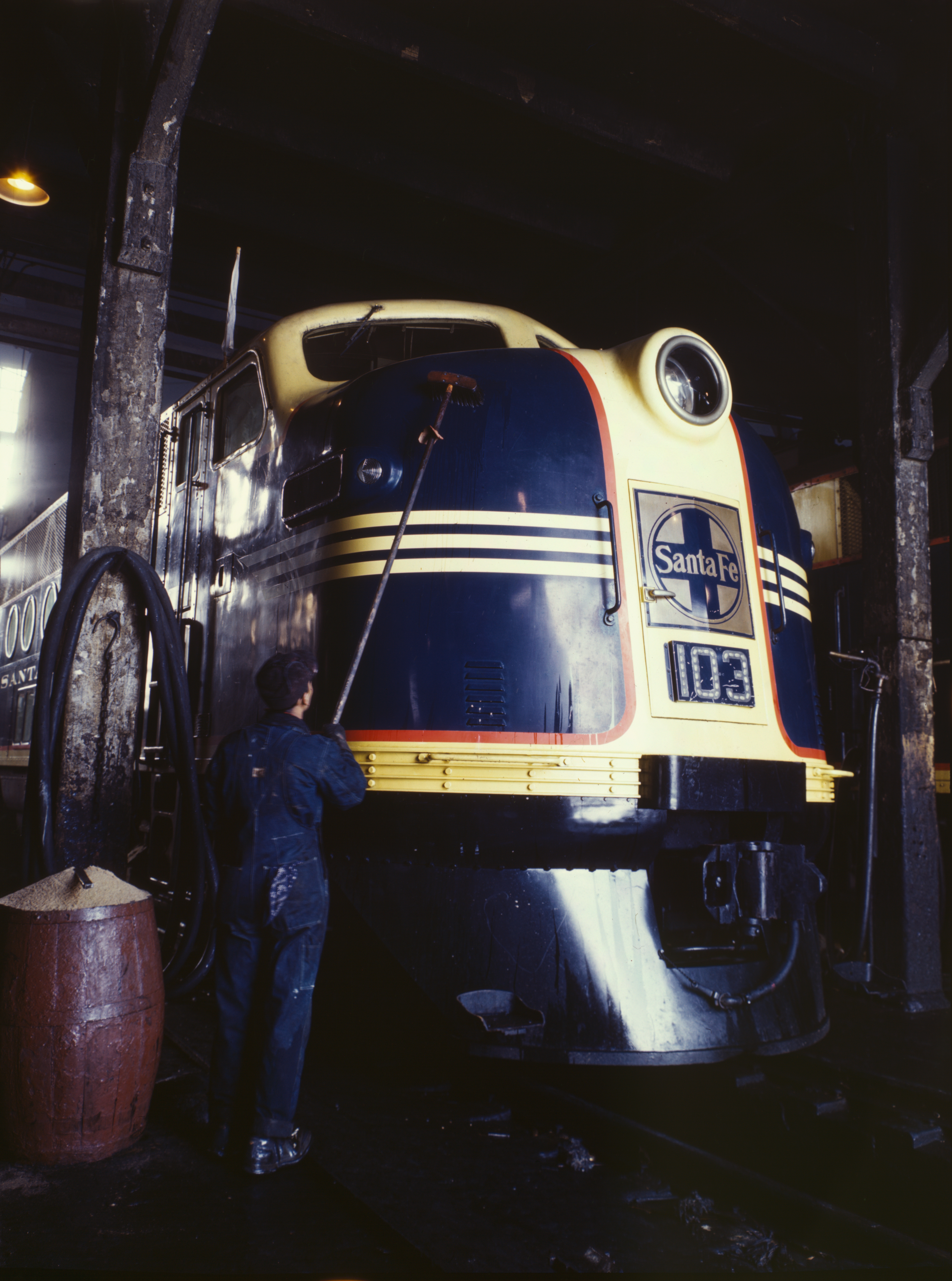